# ハディズ・インターナショナル
有限会社ハディズ・インターナショナル（英文社名：Hadis INTERNATIONAL）は、中古機械・中古工具のリサイクルショップを運営する日本の企業。本社と店舗は埼玉県狭山市に所在。

## 概要
ハディ・イマッドが1998年（平成10年）に有限会社として設立。埼玉県狭山市に買取と販売を行う本社(事務所)と店舗をオープンした。現在は店舗による運営と並行して、自社ホームページを通じて機械・工具等を持込・出張・宅配の三つの方法を用いて買取している。また、オークションサイトを利用し、中古機械・工具等の販売も行っている。

## 取り扱っている機械の一例
業務用や家庭用の一般的な機械・工具から、工場や工事現場などで使用する大型の電動機具などまで幅広いジャンルの機械を取り扱っている。
- 溶接機
- 発電機
- 望遠鏡
- 双眼鏡
- マシーニング機械
- 顕微鏡
- 鉄筋機械
- 板金機械
- 鉄骨機械
- 水道機械
- 大工機械
- 建築機械
- リフォーム機械
- 包装機
- 梱包機
- ラップ機
- ラッピングマシーン
- 医療機器
- 工業用ミシン
- 業務用ミシン
- 刺繍機
- 建設機械
- 建機
- 農機
- 農機具
- 農業機械
- 高圧洗浄機

## 参考資料
- 会社概要 | ハディズ・インターナショナル
- ヤフオク! - 出品企業情報